# Peter Bellens
Peter Bellens (Herentals, 19 oktober 1964- 21 december 2020) was een Belgisch politicus en gedeputeerde van de provincie Antwerpen namens de CD&V.
Bellens begon in de politiek als nationaal secretaris van de CVP-jongeren en is sinds 2006 gemeenteraadslid in Herentals. Hij was leerkracht economie aan het Annuntia Instituut in Wijnegem. Tussen 2007 en 2011 combineerde hij zijn schooltaken met een halftijdse beleidsfunctie op het kabinet van toenmalig minister Inge Vervotte. In 2011 werd hij aangesteld als gedeputeerde bij de provincie Antwerpen, bevoegd voor cultuur, erediensten, landbouw en plattelandsbeleid, technologie en innovatie en Europese samenwerking.
Hij overleed op maandag 21 december 2020.